# 貢氏結耙非鯽
貢氏結耙非鯽為輻鰭魚綱鱸形目隆頭魚亞目慈鯛科結耙非鯽屬的其中一種，分布於非洲西部的淡水流域，體長可達14.5公分，棲息在底中層水域，生活習性不明，可作為觀賞魚。

## 擴展閱讀
維基物種上的相關：貢氏結耙非鯽